# Paracycnotrachelus
Paracycnotrachelus es un género de gorgojos de la familia Attelabidae. En 1924 Voss describió el género. Esta es la lista de especies que lo componen:
- Paracycnotrachelus anser
- Paracycnotrachelus bicoloripes
- Paracycnotrachelus breviusculus
- Paracycnotrachelus chinensis
- Paracycnotrachelus cinnabarinus
- Paracycnotrachelus collaris
- Paracycnotrachelus consimilis
- Paracycnotrachelus curvaticeps
- Paracycnotrachelus cygneus
- Paracycnotrachelus dilucidus
- Paracycnotrachelus excellens
- Paracycnotrachelus foveostriatus
- Paracycnotrachelus fuscatus
- Paracycnotrachelus insularis
- Paracycnotrachelus ledyardi
- Paracycnotrachelus longiceps
- Paracycnotrachelus longicollis
- Paracycnotrachelus micros
- Paracycnotrachelus moluccarum
- Paracycnotrachelus montanus
- Paracycnotrachelus nietnerii
- Paracycnotrachelus nigrigenibus
- Paracycnotrachelus olor
- Paracycnotrachelus palliatus
- Paracycnotrachelus pallidipes
- Paracycnotrachelus panayensis
- Paracycnotrachelus potanini
- Paracycnotrachelus rufobasalis
- Paracycnotrachelus siamensis
- Paracycnotrachelus similis
- Paracycnotrachelus subcygneus
- Paracycnotrachelus wallacei